# Robert Wuhl
Robert Whul (9 de octubre de 1951) es un actor, cómico y escritor estadounidense. 

## Primeros años
Wuhl nació en el condado de Union, Nueva Jersey. Su padre trabajaba como distribuidor de productos. Después de asistir a la Union High School, estudió en la Universidad de Houston, donde fue un miembro activo del departamento de drama y del capítulo Omicron Epsilon de la fraternidad Tau Kappa Epsilon.

## Carrera
Después de varios años trabajando en el género de la comedia stand-up, Wuhl comenzó a aparecer en papeles cinematográficos, incluyendo películas como Batman, con Jack Nicholson, Bull Durham (Los búfalos de Durham), con Kevin Costner, Cobb, con Tommy Lee Jones, y Good Morning, Vietnam, con Robin Williams. Su primer papel en el cine fue un rol en la comedia de 1980 Caballeros, junto con otros actores jóvenes como Tony Danza, Michelle Pfeiffer y Fran Drescher. Además, escribió dos episodios de la serie de televisión Escuadrón de Policía!, en 1982, e hizo un comentario de audio para su lanzamiento en DVD en 2006.
Además, apareció en los programas de concursos The Dating Game y The $10,000 Pyramid.
Wuhl es también recordado por su aparición junto con Keith Carradine en la primera escena del vídeo musical de "Material Girl", uno de los primeros grandes éxitos de Madonna.
En 1992, tuvo un rol en la película El guardaespaldas, como anfitrión de los Premios Óscar. En la vida real, ganó dos premios Emmy por coescribir el guion de las ceremonias de los Premios de la Academia en 1990 y 1991, junto con Billy Crystal.
Entre 1996 y 2002 escribió y protagonizó la serie de HBO Arli$$, como un agente de atletas de alto perfil. Wuhl apareció además en Poker Royale, de la cadena Game Show Network, una competencia de póker entre profesionales y comediantes. En 2006, protagonizó un espectáculo unipersonal en HBO, Assuming the Position with Mr. Wuhl, en el cual daba una clase de historia para mostrar cómo la historia se ha creado y propagado en forma similar a la cultura pop. Un segundo capítulo, titulado Assume the Position 201 with Mr. Wuhl, también se emitió en HBO, en julio de 2007. Wuhl desarrolló luego una adaptación teatral de Assume the Position en el teatro Ars Nova de la ciudad de Nueva York.
Además, fue anfitrión de un programa de entrevistas radial diario sobre deportes y entretenimiento, para Westwood One (now Dial Global) desde enero hasta diciembre de 2011. Por otra parte, ocasionalmente reemplaza a Boomer Esiason en el programa Boomer and Carton.
Entre 2012 y 2013, interpretó a un juez en la serie de TNT Franklin & Bash.
También en 2012 interpretó el papel de Herb Tucker en una reposición de la obra de 1979 I Ought to Be in Pictures, de Neil Simon.
En 2015, Wuhl interpretó una versión ficticia de sí mismo en la serie animada American Dad!, en el episodio "Manhattan Magical Murder Mystery Tour". Luego volvió a la serie en 2017 en el episodio "The Talented Mr. Dingleberry". En 2019, volvió por una tercera vez a la serie, en el episodio "One-Woman Swole", esta vez interpretándose a sí mismo como un juez en un concurso de culturismo.

## Filmografía

### Cine y televisión
- The Hollywood Knights (1980) – Newbomb Turk
- Flashdance (1983) – Cliente de Mawby's
- Good Morning, Vietnam (1987) – Marty Lee Dreiwitz
- Bull Durham (1988) – Larry
- Batman (1989) – Alexander Knox
- Una boda de locos (1989) – Waiter
- Blaze (1989) – Red Snyder
- Missing Pieces (1991) – Lou Wimpole
- Gente de Sunset Boulevard (Mistress) (1992) – Marvin Landisman
- El guardaespaldas (1992) – Anfitrión de los Premios Óscar
- Sandman (1993) – Victor Giles
- Blue Chips (1994) – Marty
- Cobb (1994) – Al Stump
- Open Season (1995) – Stuart Sain
- Dr. Jekyll and Ms. Hyde (1995) – Hombre con encendedor
- Good Burger (1997) – Cliente enojado
- Welcome to Hollywood (1998) – Él mismo
- Contest (2013) - Zack Conti
- Supergirl (serie de televisión, 2019) – Alexander Knox
- Shirley (2020) – Randy Fisher
- Home Movie: The Princess Bride (miniserie, 2020)